# The Other Club
Der The Other Club (Der andere Klub) ist ein britischer politischer Klub, der 1911 von Winston Churchill und F.E. Smith, dem späteren Earl of Birkenhead, gegründet wurde. Der Klub wurde als eine politische Tischgesellschaft (dining society) ins Leben gerufen, das heißt als ein Forum für wichtige Figuren des britischen politischen Lebens, die sich beim Abendessen über die aktuellen Fragen und Probleme austauschten. Der Klub tritt während der Sitzungszeiten des Parlamentes in vierzehntäglichem Turnus (fortnightly) zusammen.
Churchill, 1910 britischer Innenminister, und Smith, ein bedeutender Politiker der konservativen Opposition im britischen Unterhaus, waren als umstrittene Figuren der politischen Szene der ausgehenden Edwardianischen Zeit nicht eingeladen worden sich dem kurz und selbstbewusst als The Club titulierten Klub, der traditionellen Tischgesellschaft für führende britische Politiker, anzuschließen – obwohl dieser in seinen Reihen zahlreiche Freunde von Churchill und Smith zählte. Als Reaktion auf diese Nicht-Einladung gründeten beide ihren eigenen Klub, den sie im Kontrast zum etablierten Klub als ‚Den anderen Klub‘ (The Other Club) bezeichneten. Dessen erstes Treffen fand am 18. Mai 1911 statt.
In seiner Ursprungsformation umfasste der Klub 12 liberale Parlamentsabgeordnete, 12 konservative Abgeordnete sowie 12 „ranghafte Außenstehende“ (distinguished outsiders), das heißt Nicht-Parlamentarier bzw. Nicht-Berufspolitiker. Als stellvertretende Sekretäre des Klubs konnten die Whips der beiden großen Parteien gewonnen werden, so dass den Parlamentariern durch Absprachen über beiderseitigen Stimmenverzicht bei Abstimmungen auch während späten Sitzungen das Erscheinen möglich war. Aufnahmevoraussetzung in den Klub war es lange Zeit, von Churchill und/oder Birkenhead als ein Mann betrachtet zu werden, „mit dem zu speisen sich als ein gefälliges Erlebnis erweist“. Als Aufnahmebedingung galt es, sowohl ein Mann von Charakter wie auch ein guter Gesellschafter (entertaining) zu sein. Wem Churchill oder Birkenhead – die zu jener Zeit gemeinhin als Entertainer einer Tischgesellschaft schlechthin galten – die letztere Eigenschaft absprachen, blieb von der Mitgliedschaft ausgeschlossen: So mussten unter anderem Clement Attlee, John Anderson und Lord Halifax auf die Aufnahme in den Klub verzichten. Das Statut des Klubs umfasst 11 von Smith und eine von Churchill aufgestellte Regeln, die bei jedem Treffen der Mitglieder der versammelten Tischgesellschaft zur Erinnerung bzw. zur Orientierung von neu aufgenommenen Mitgliedern laut vorgelesen werden. Die letzte Regel besagt, dass der Verkehr der Klubmitglieder bei ihren Dinners nicht durch die Misshelligkeiten und Bestrebungen der Parteipolitik beeinträchtigt werden dürfe. Churchills letzter öffentlicher Auftritt vor seinem Tod im Januar 1965 fand bei einem Essen des Klubs im Dezember 1964 statt.
Die Mitglieder des Klubs sind der Öffentlichkeit, zumindest zu Lebzeiten, normalerweise nicht als solche bekannt. Bis auf Margaret Thatcher (weil sie eine Frau ist) waren aber alle britischen Premierminister seit Churchill Mitglied des Other Club. Wie in britischen Clubs verbreitet, so werden auch im Other Club teilweise skurril anmutende Bräuche gepflegt. So nimmt z. B. in unregelmäßigen Abständen eine große, schwarze, aus Holz geschnitzte Katze am Dinner teil. Sie erhält das komplette Menü, einen Portwein und ein Glas Wasser. Der Grund: Sie ist der 14. Tischgast, wenn nur 13 Gentlemen zum Dinner erschienen sind.

## Mitglieder des Klubs
- Alan Brooke, 1. Viscount Alanbrooke (britischer General)
- Harold Alexander, 1. Earl Alexander of Tunis (britischer General)
- Max Aitken, 1. Baron Beaverbrook (Zeitungsbesitzer und Minister im Kriegskabinett Churchill)
- Bob Boothby (britischer Politiker)
- Norman Brooke (britischer Politiker)
- Brendan Bracken (Minister im Kriegskabinett Churchill)
- Duff Cooper (Minister im Kriegskabinett Churchill)
- John Jellicoe (Erster Seelord, Befehlshaber der Grand Fleet)
- Roy Jenkins (britischer Innenminister und Schatzkanzler)
- John Maynard Keynes (britischer Ökonom, Politiker und Mathematiker)
- Herbert Kitchener, 1. Earl Kitchener of Khartoum (britischer General und Kriegsminister)
- David Lloyd George (britischer Premierminister)
- Edward Marsh (persönlicher Sekretär Churchills, Herausgeber von Rupert Brooke u. a. Schriftstellern)
- Bernard Montgomery (britischer General, Sieger von El Alamein)
- Charles Wilson, 1. Baron Moran (Churchills Leibarzt)
- Laurence Olivier (britischer Schauspieler, Leiter des Old Vic Theatre)
- Harold Harmsworth, 1. Viscount Rothermere (Zeitungsbesitzer)
- Aristoteles Onassis (griechischer Reeder)
- Jan Christiaan Smuts (südafrikanischer Regierungschef und General)
- Hugh Trenchard, 1. Viscount Trenchard (britischer Luftwaffengeneral)
- H. G. Wells (britischer Schriftsteller)
- Boris Johnson[1]